# Karel Čáslavský
Karel Čáslavský (ur. 28 stycznia 1937 w Lipnice nad Sázavou, zm. 2 stycznia 2013 w Pradze) – czeski historyk i archiwista filmowy, publicysta, reżyser. Pracownik Filmoteki Narodowej specjalizujący się w filmach wyprodukowanych do 1945.
Po studiach w Centralnej Szkole Filmowej w Čimelicach od 1956 pracował w studiu filmowym Barrandov w biurze asystenta produkcji, a potem jako asystent reżysera. Pracownik Telewizji Czechosłowackiej, a od 1993 Telewizji Czeskiej.
W 2022 roku został pośmiertnie odznaczony Medalem Za Zasługi I stopnia.